# Star-Crossed
Star-Crossed es una serie de televisión estadounidense de ciencia ficción y drama creada por Meredith Averill para ser estrenada durante la temporada 2013-2014. La serie narra la historia de una adolescente que se enamora de un chico extraterrestre que ha quedado atrapado en un campo de internamiento en la Tierra durante la última década. Es protagonizada por Aimee Teegarden, Matt Lanter y Grey Damon y fue estrenada 17 de febrero de 2014.
El 8 de mayo de 2014, The CW anunció la cancelación de la serie.

## Argumento
Diez años atrás, una chica llamada Mariana conoce un chico de una raza extraterrestre conocida como los Atrianos, a quien protege de las autoridades que lo persiguen, alimentándolo y forjando un lazo de amistad con él. Tras un duro enfrentamiento, Roman es capturado y Emery crece creyendo que el chico murió ese día. En el presente, un grupo de Atrianos adolescentes es liberado después de estar internados en un campamento fuertemente custodiado conocido como El Sector, para comprobar que es posible su integración con los humanos. En el caos de los primeros días, Emery se entera de que Roman no murió y que es uno de los estudiantes inscritos en su escuela donde su vínculo de la infancia se pone de manifiesto. Mientras la sociedad ve con desconfianza y miedo este experimento, el vínculo entre ellos se vuelve cada vez más fuerte, pero cuando un violento enfrentamiento entre el padre de Emery y el padre de Roman tiene lugar en El Sector, tal vínculo se vuelve peligroso.

## Elenco

### Personajes principales
- Aimee Teegarden como Emery Whitehill.
- Matt Lanter como Roman.
- Grey Damon como Grayson.
- Malese Jow como Julia.
- Greg Finley como Drake.
- Natalie Hall como Taylor.
- Titus Makin, Jr. como Lukas.
- Chelsea Gilligan como Teri.

### Personajes recurrentes
- Brina Palencia como Sophia.
- Victoria Platt como Gloria.
- Jay Huguley como Ray Whitehill.
- Jesse Luken como Eric.
- Susan Walters como Maia.
- Johnathon Schaech como Castor.
- Deena Dill como Margaret Montrose.

## Episodios
| N.º | Título                                      | Dirigido por     | Escrito por                               | Fecha de emisión original | Código de prod. | Audiencia (millones) |
| --- | ------------------------------------------- | ---------------- | ----------------------------------------- | ------------------------- | --------------- | -------------------- |
| 1   | «Pilot»                                     | Gary Fleder      | Meredith Averill                          | 17 de febrero de 2014     | 101             | 1.28                 |
| 2   | «These Violent Delights Have Violent Ends»  | Gary Fleder      | Meredith Averill                          | 24 de febrero de 2014     | 102             | 1.14                 |
| 3   | «Our Toil Shall Strive to Mend»             | Deran Sarafian   | Adele Lim                                 | 3 de marzo de 2014        | 103             | 1.12                 |
| 4   | «And Left No Friendly Drop»                 | Harry Sinclair   | Robert Hewitt Wolfe                       | 10 de marzo de 2014       | 104             | 0.99                 |
| 5   | «Dreamers Often Lie»                        | Michael Pressman | Marc Halsey                               | 17 de marzo de 2014       | 105             | 1.00                 |
| 6   | «Stabbed with a White Wench's Black»        | Oz Scott         | Yolanda E. Lawrence                       | 24 de marzo de 2014       | 106             | 0.88                 |
| 7   | «To Seek a Foe»                             | Ed Ornelas       | Jay Faerber                               | 31 de marzo de 2014       | 107             | 1.04                 |
| 8   | «An Old Accustom'd Feast»                   | Michael Zinberg  | Brian Studler                             | 7 de abril de 2014        | 108             | 0.95                 |
| 9   | «Some Consequence Yet Hanging in the Stars» | Zetna Fuentes    | Samantha Stratton                         | 14 de abril de 2014       | 109             | 0.76                 |
| 10  | «What Storm Is This That Blows So»          | Norman Buckley   | Robert Hewitt Wolfe y Yolanda E. Lawrence | 21 de abril de 2014       | 110             | 0.81                 |
| 11  | «Give Me a Torch»                           | Michael Katleman | Marc Halsey y Jay Faerber                 | 28 de abril de 2014       | 111             | 0.83                 |
| 12  | «This Trick May Chance to Scathe You»       | Elizabeth Allen  | Brian Studler y Samantha Stratton         | 5 de mayo de 2014         | 112             | 0.87                 |
| 13  | «Passion Lends Them Power»                  | Ed Omelas        | Meredith Averill y Adele Lim              | 12 de mayo de 2014        | 113             | 0.83                 |

## Desarrollo
En enero de 2013, The CW anunció que estaba desarrollando el proyecto bajo el nombre de Oxygen. El 9 de mayo, la cadena anunció la elección del piloto para desarrollar una serie. En junio de 2013, The CW, anunció que la serie fue estrenada a mitad de la temporada 2013-2014.

### Casting
Aimee Teegarden fue elegida como Emery, la protogonista femenina. El 25 de febrero, Grey Damon fue elegido para interpretar a Grayson, el mejor amigo de Emery quien está enamorado de ella. Poco después, Malese Jow fue elegida para interpretar a Julia y el 6 de marzo, Matt Lanter fue elegido como Roman, el protagonista masculino. El resto del elenco principal se dio a conocer pocos días después.